# たどりつけばアラスカ
『たどりつけばアラスカ』(原題：Northern Exposure、日本では第2シーズンまで『ノーザン・エクスポージャー アラスカ物語』と題して放送)は、1990年から1995年にかけてアメリカ合衆国のCBSで製作・放送されたテレビドラマである。第6シーズンまで製作された。エミー賞、ゴールデングローブ賞を受賞。日本では第1～第4シーズンまでがWOWOW・スーパー!ドラマTV・地上波で放送された。DVDはアメリカ本国で英語版が発売された。
企画・製作総指揮はジョシュア・ブランド、ジョン・フォルシー。メインのロケ地はアラスカではなくワシントン州のロザリン。

## あらすじ
アラスカ州の僻地にある架空の田舎町“シシリー”を舞台に、都会からやってきた主人公が体験するカルチャーショック、風変わりな住民たちの間で巻き起こる様々な出来事、またアラスカ先住民たちの文化が描かれる。
NY出身の青年医師ジョエル・フライシュマンは、医学部の奨学金をアラスカ州に出してもらった代償として、人口800人ほどの田舎町シシリーに医師として4年のあいだ赴任することになる。極寒の気候と慣れない自然環境、何より変人ぞろいの住民に初日から愛想を尽かしかけるが、職務放棄は1万ドルの罰金か18年の懲役の対象となるため、自分の意思では帰れないのだ。ジョエルは自らの境遇に不満を抱きながらも、風変わりな住民たちやアラスカの自然のなかでの暮らしに徐々に溶け込み始めるのだった…。

## 登場人物

### 主要な人々
ジョエル・フライシュマン (Joel Fleishman)
演 - ロブ・モロー (Rob Morrow)、日本語吹替 - 関俊彦
ニューヨーカーの医者。ユダヤ系でエリート意識が強く、シシリーに赴任した事は不本意。エレーンという婚約者がいるが、マギーにも惹かれている。皮肉や愚痴をこぼしてばかりだが、医師としての責務はきっちり果たしている。
マギー・オコネル (Maggie O'Connell)
演 - ジャニン・ターナー (Janine Turner)、日本語吹替 - 沢海陽子
エアタクシーのパイロットで、ジョエルの家の大家でもある。デトロイトの名家出身。しっかり者だがちょっと刺々しい。ジョエルとはつかず離れずの微妙な仲。過去付き合った相手が全員、不慮の死を遂げたという男運の無さ。
モーリス・ミニフィールド (Maurice Minifield)
演 - バリー・コービン (Barry Corbin)、日本語吹替 - 小林修
元NASAの宇宙飛行士で、シシリーの小さな新聞社とラジオ局の経営者。朝鮮戦争に参加したことを誇りにしているが、お金儲け大好き過ぎて周囲の印象は良くない。ホリングとは旧知の仲。
ホリング・ビンクーア (Holling Vincoeur)
演 - ジョン・カラム (John Cullum)、日本語吹替 - 嶋俊介
元猟師で、シシリー唯一のバー「ブリック」のマスター。還暦近いが色々な意味で元気。長寿かつ、悪名高い家系の出身だが本人はいたって善人である。親子以上に年の離れた恋人のシェリーと同棲中。
シェリー･タンボ (Shelly Tambo)
演 - シンシア・ギアリー (Cynthia Geary)、日本語吹替 - 麻見順子
様々な美人コンテストを荒らしてきたブロンド美少女。モーリスに連れられてシシリーにやって来たが、ホリングの40歳以上年下の恋人になる。
クリス･スティーブンス (Chris Stevens)
演 - ジョン・コーベット (John Corbett)、日本語吹替 - 荒川太郎
前衛アーティストで、モーリスが所有するローカルラジオ局のDJ。時には教会の神父の役目も務める。詩人のような風情だが、昔は相当ワルで前科持ち。女性によくもてる。
エド・チグリアク (Ed Chigliak)
演 - ダーレン・E・バロウズ (Darren E. Burrows)、日本語吹替 - 森川智之
先住民の部族に育てられた白人青年。純朴な人柄で、ジョエルを兄のように慕っている。カメラで撮影するのが好きな映画オタク。
ルース=アン・ミラー (Ruth-Anne Miller)
演 - ペグ・フィリップス (Peg Phillips)、日本語吹替 - 嶋美弥子
町の雑貨店兼図書館を営む老婦人。無神論者で達観しているが情が深く、クリスやエドを我が子のように気にかけている。
マリリン･ワールウィンド (Marilyn Whirlwind)
演 - エレイン・マイルズ (Elaine Miles)、日本語吹替 - 田野恵
ジョエルの病院の受付係。寡黙で表情に乏しい先住民族の女性。不思議な威厳の持ち主で、ジョエルも一目置いているところがある。

### 脇を固める人々
アダム (Adam)
演 - アダム・アーキン (Adam Arkin)、日本語吹替 - 石塚運昇→金尾哲夫
外見はならず者風だが実は天才料理人。靴は履かない主義。かなり気難しい性格だが、根っから悪い人間ではなく発言はいつも的を射ている。
イブ (Eve)
演 - ヴァレリー・マハフェイ (Valerie Mahaffey)、日本語吹替 - 定岡小百合
アダムの妻。心気症 のような言動を取り、異様に健康に気を使っているが、そのため並みの医者より医学の知識が豊富。実家は金持ち。
デイブ (Dave)
演 - ウィリアム･J･ホワイト (William J White)、日本語吹替 - 辻親八
ホリングの店のコック。
バーナード (Bernard)
演 - リチャード・カミングスJr. (Richard Cummings Jr.)、日本語吹替 - 谷口節→菅原正志
クリスの異母兄弟であり、無二の親友。本業は会計士。時おり町にやって来て、DJの代理を務めたり住民の財政問題を解決したりする。
バーバラ・セマンスキ (Barbara Semanski)
演 - ダイアン・デラーノ (Diane Delano)、日本語吹替 - 磯辺万沙子
シシリーを管轄する屈強な女性巡査部長。生真面目な性格で、簡単に情には流されない。一時、モーリスの恋人になる。
マイク・モンロー (Mike monroe)
演 - アンソニー・エドワーズ (Anthony Edwards)、日本語吹替 - 今井朋彦
無菌状態を保った家に住む化学物質過敏症の弁護士。マギーの恋人になったため余命が危ぶまれるが・・・

## エピソード一覧
日本で放送されたのは全6シリーズの内第1～第4シーズンまでである。放送順がアメリカ本国とは異なる回もある。以下では日本放送時のサブタイトルがあるエピソードについてのみ触れる。
| 国内放送順  | 日本版サブタイトル             | 原題                                    |
| ----------- | ------------------------------ | --------------------------------------- |
| 第1シーズン |                                |                                         |
| 001         | 北の果ての赴任地               | Pilot                                   |
| 002         | 汚されたヒーロー               | Brains, Know-Howand Native Intelligence |
| 003         | 突然の遺産                     | Soapy Sanderson                         |
| 004         | オーロラ夢伝説                 | Aurora Borealis                         |
| 005         | 熱き再会                       | Russian Flu                             |
| 006         | ホリングの結婚                 | Dreams, Schemesand Putting Greens       |
| 007         | セックスと嘘とエドのテープ     | Sex, Lies, and Ed's Tape                |
| 008         | かりそめの父子                 | A Kodiak Moment                         |
| 第2シーズン |                                |                                         |
| 009         | さよならだけが人生さ           | Goodbye To All That                     |
| 010         | キスの魔力                     | The Big Kiss                            |
| 011         | すべて空虚なり                 | All Is Vanity                           |
| 012         | 愛すべきは…                    | What I Did For Love                     |
| 013         | 春はモヤモヤ                   | Spring Break                            |
| 014         | エド、恋におちて               | War And Peace                           |
| 015         | 星に還った人                   | Slow Dance                              |
| 第3シーズン |                                |                                         |
| 016         | 帰ってきたヘンな人々           | The Bumpy Road To Love                  |
| 017         | あなただけに夢中               | Only You                                |
| 018         | へっぴり腰でサバイバル         | Oy, Wilderness                          |
| 019         | "あの"人が帰ってきた           | Animals R Us                            |
| 020         | 歴史を変える死体かも！？       | The Body In Question                    |
| 021         | アノ素晴らしい愛よもう1度      | Roots                                   |
| 022         | ハンティングに行こう           | A-Hunting We Will Go                    |
| 023         | マリリンの"春"                 | Get Real                                |
| 024         | ふたりのジョエル               | Jules et Joel                           |
| 025         | シシリー発：仰天スクープ！     | Dateline: Cicely                        |
| 026         | 愛は忘却の彼方へ…              | Our Tribe                               |
| 027         | 滅びゆく者へ汝は・・・         | Things Become Extinct                   |
| 028         | それぞれのクリスマス           | Seoul Mates                             |
| 029         | マギーの天中殺                 | Burning Down The House                  |
| 030         | シシリー初の選挙戦             | Democracy In America                    |
| 031         | 三バカ大将                     | The Three Amigos                        |
| 032         | 幽霊の置き土産                 | Lost And Found                          |
| 033         | 妹から生まれた私               | My Mother, My Sister                    |
| 034         | さよならマイ･ヒーロー          | The Final Frontier                      |
| 035         | ある夜の出来事                 | It Happened In Juneau                   |
| 036         | 世紀末の結婚式                 | Our Wedding                             |
| 037         | 風と共にシシリー               | Cicely                                  |
| 038         | 冬眠からさめた恋               | Wake-Up Call                            |
| 第4シーズン |                                |                                         |
| 039         | 30歳は女の曲がり角             | Northwest Passages                      |
| 040         | 白夜で大ハッスル！！           | Midnight Sun                            |
| 041         | これで、おあいこ               | Nothing's Perfect                       |
| 042         | アダム・アントがやって来た！   | Heroes                                  |
| 043         | 謎のバブルマン                 | Blowing Bubbles                         |
| 044         | マリリンの "春" 再び           | On Your Own                             |
| 045         | ビンクーア族の呪い             | The Bad Seed                            |
| 046         | 感謝祭の悲劇                   | Thanksgiving                            |
| 047         | ロシアより愛をこめて？！       | Do The Right Thing                      |
| 048         | 発覚！ クリスの意外な過去      | Crime and Punishment                    |
| 049         | 古代シシリー人の謎             | Survival of the Species                 |
| 050         | クリス禁断の誘惑               | Revelations                             |
| 051         | ゴースト 父の幻                | Duets                                   |
| 052         | マギーの遺伝子形成             | Grosse Pointe 48230                     |
| 053         | マリリンのひとり旅             | Learning Curve                          |
| 054         | ケンカの後に待っていたもの     | Ill Wind                                |
| 055         | 愛とは後悔すること             | Love's Labour Mislaid                   |
| 056         | シシリーにもっと光を！         | Northern Lights                         |
| 057         | ついに民族紛争勃発！           | Family Feud                             |
| 058         | さよなら、バブルマン           | Homesick                                |
| 059         | 裸足のシェフにご用心           | The Big Feast                           |
| 060         | 求む! ユダヤ人                 | Kaddish Bronco Manny                    |
| 061         | 種を蒔く人                     | Mud And Blood                           |
| 062         | 昨日の敵は今日の親戚           | Sleeping With The Enemy                 |
| 063         | サウンド・オブ・ミュージック!! | Old Tree                                |

## 主な受賞・ノミネート歴
- 1992年　エミー賞ドラマ部門

【受賞】　作品賞、美術賞、撮影賞、編集賞、脚本賞（第28話「それぞれのクリスマス」）、助演女優賞（ヴァレリー・マハフェイ）
【ノミネート】　主演男優賞（ロブ・モロー）、助演男優賞（ジョン・コーベット）、助演女優賞（シンシア・ギアリー）、脚本賞（第29話「マギーの天中殺」,第30話「シシリー初の選挙戦」）
- 1992年、1993年　ゴールデン・グローブ賞　テレビ部門-ドラマ作品賞
- 1991年　ピーボディ賞- Brand-Falsey Productionsの制作番組として、「I'll Fly Away」と共同受賞。
- 1992年　ピーボディ賞- 第37話「風と共にシシリー」に対して

## 評価・影響
- 批評家のジョン・レオナルドは、「ここ10年（放送当時）で最良のTVドラマシリーズ」と高評価を下した。[2]
- イギリスのコメディ俳優・クリエイターのサイモン・ペグは、自身の脚本・主演のTVコメディシリーズ『スペースド』が影響を受けたTV番組として、『ザ・シンプソンズ』と共に『たどりつけばアラスカ』の名をあげ、そのマジック・リアリズム的な視点に言及している。[3]
- このドラマは2年連続でピーボディ賞を受賞している。同一番組が2年連続で同賞を授与されることは稀であるが、特に92年度の授賞対象となったエピソード「風と共にシシリー(Cicely)」は、「異なるバックグラウンドを持った人々が、互いの相違を受け入れ合い、一つの理想郷を作り上げる」というコンセプトをより強く打ち出した内容であることが評価された。[4]そのエピソードでは、舞台であるシシリーの町の起源が語られる。
- アメリカのフォーク・バンド｢ボン･イヴェール｣のバンド名は、本作に由来している。同バンドのフロントマン、ジャスティン･バーノンがドラマのファンであり、本作のあるエピソード(日本未放映分)での台詞「Bon iver(仏語でGood winterの意)」からとった。[5]また、バーノンが立ち上げているレコードレーベル「Chigliak Record」も、ドラマの登場人物のエド･チグリアクに由来している。[6]